# Переводческая скоропись
Переводческая скоропись (тж. переводческая запись, универсальная переводческая скоропись (УПС), переводческая нотация, переводческая семантография) — свод правил и рекомендаций, а также сама система фиксирования переводчиком содержания переводимого выступления с целью дальнейшего его воспроизведения на языке перевода.
Переводческая скоропись выступает в качестве одного из основных навыков, которыми обязан владеть конференц-переводчик. Система записей применяется главным образом в последовательном переводе при работе с длинными выступлениями, а также в ходе переговоров, когда от переводчика также требуется подготовить стенограмму или запись содержания беседы. Некоторые приемы скорописи используются и в синхронном переводе, как правило, для фиксирования прецизионной информации.
Первое подробное описание данного навыка приведено Жаном Эрбером в «Справочнике устного переводчика» (Женева, 1952). Существуют сведения о применении скорописи переводчиками Лиги Наций, на чей опыт Эрбер и опирался. Впоследствии более подробно аспекты переводческой нотации были рассмотрены в трудах: «Система записей в последовательном переводе» Жана-Франка Розана (1958) и «Запись в последовательном переводе. Краткий курс» Эндрю Гиллиза (2005). В СССР вопросами переводческой записи занимались, прежде всего, Рюрик Константинович Миньяр-Белоручев в книге «Записи в последовательном переводе» (1969) и Андрей Павлович Чужакин, которому принадлежит авторство термина 'универсальная переводческая скоропись (УПС)'.

## Отличительные особенности переводческой скорописи
Несмотря на то, что переводческая скоропись выполняет практически те же задачи, что и другие виды сокращенной записи, данная система имеет ряд принципиальных отличий.
Во-первых, в отличие от стенографии, УПС используется для фиксирования мыслей и их взаимосвязи, нежели звуковой формы слова. Стенография, безусловно, позволяет воспроизводить исходное сообщение во всей его полноте, однако даже опытные стенографисты не в состоянии расшифровывать свои записи на скорости, необходимой для осуществления устного перевода. Помимо этого, стенографическая запись не различает отдельные мысли или блоки содержания, что может оказаться критичным, если перед переводчиком стоит задача резюмировать сказанное.
Во-вторых, в отличие от конспектирования, УПС предоставляет больше свободы в способах организации записей и направлена на фиксирование хода мыслей оратора, нежели конкретных формулировок, использованных им. Также переводческая скоропись всегда отвечает требованиям сиюминутности, то есть переводчик пользуется ей непосредственно по завершении переводимого отрезка (или речи целиком) — от него не требуется воспроизвести перевод через неделю или даже через пару дней. Ввиду этого, переводчик фиксирует только самые важные (опорные, рельефные) элементы речи — т. н. 'смысловые пики', — что позволяет лучше сосредоточиться на восприятии и запоминании сказанного.
Наконец, хотя мы и говорим об УПС как о «системе записей в последовательном переводе», это не более чем свод рекомендаций, о которых должен быть осведомлен профессиональный переводчик. Вместе с тем, каждый специалист применяет эти рекомендации по-своему и в зависимости от конкретной рабочей ситуации. Связано это, в первую очередь, с тем, что память и мнемонические (ассоциативные) механизмы у разных людей функционируют по-разному, в связи с чем будет варьироваться набор необходимых приемов.
Важно отметить также, что УПС, будучи, безусловно, очень важным навыком, является лишь инструментом в деятельности переводчика. Это значит, что скоропись выполняет лишь вспомогательную роль и не может заменить ни переводческого внимания, ни памяти, ни собственно умения переводить.

## Основные принципы скорописи
При всей ярко выраженной индивидуальности, которую скоропись приобретает у каждого переводчика, существует ряд базовых принципов, которых стоит придерживаться, а именно:
1. Сокращенная запись. Один из основополагающих принципов скорописи — это быстрота, которая, надо отметить, достигается не за счет легкости чтения. Переводчику необходимо отказаться от записи слова целиком и отдать предпочтение сокращенной записи, к примеру, нескольких согласных корня и флексии, или записывать слова только согласными буквами. Рекомендуется употреблять широко распространенные аббревиатуры (США, UN, MP и т. п.).
2. Вертикальная запись.[6] (англ. verticality)[4][5] Во время перевода взгляд должен выхватывать как можно больше информации. В связи с этим важно, чтобы записи не были растянуты в строку, а были записаны в столбик — это уменьшит количество необходимых движений глаз.
3. Ступенчатая запись.[6][1] (англ. shift)[4][5] Переводчику, который пользуется скорописью, необходимо всегда четко видеть, в каких отношениях между собой находятся записанные элементы. Это достигается путем т. н. «лесенки», в которой подчиненные и менее значимые компоненты записываются с отступом (правее) и чуть ниже основных. Такой прием делает записи нагляднее, а также освобождает место для группировки отдельных элементов, к примеру, однородных членов.
4. Поля. (англ. margin)[5] При вертикальной и ступенчатой записи на странице будет оставаться свободное пространство, в котором удобно дописывать уточнения, появляющиеся по ходу выступления, а также размещать стрелки-сноски, которые соединяют мысли воедино. Самую важную прецизионную информацию (даты, имена) целесообразно выносить в левое поле, где также может вестись нумерация разделов внутри выступления.
5. Символы.[6][1][3][4][5] Споры о том, на каком языке вести скоропись — на языке оригинала или перевода, — будут продолжаться всегда, и всегда у каждой из точек зрения будут свои сторонники. При этом один из важных приемов в УПС — отказ от использования языка вообще в пользу различных символов для обозначения идей. В отличие от слова, символ быстрее пишется, вызывает стойкие ассоциации и в сочетании с другими символами может обозначать целую группу взаимосвязанных понятий. Брать символы можно откуда угодно, при этом особой популярностью пользуются математические знаки, буквы редких алфавитов, музыкальные символы и т. п.